# 여음군
여음군(汝陰郡)은 서진시대에 설치된 중국의 옛 군으로 안후이성의 지급시인 푸양시의 전신이다.

## 서진
본래 여남군의 동부지방이었지만, 222년(위 문제 황초 3년)에 여음군으로 분리되었다. 그러나 이 여음군은 위나라 말기 폐지되었고, 266년(진 무제 태시 2년)에 여음, 신, 원록, 고시, 주양, 신채, 송, 포신의 8개현이 여음군으로 분리되면서 복구되었다. 서진초에는 8현 8,500호를 통치했다. 진 혜제시기 일부지역이 신채군으로 분리되었다. 영가의 난이후 석륵의 후조가 점령했다.
| 현명   | 한자   | 대략적 위치                        | 비고                                               |
| ------ | ------ | ---------------------------------- | -------------------------------------------------- |
| 여음현 | 汝陰縣 | 푸양시                             | 과거 호자국(胡子國)이 있었던 곳으로 군의 치소였다. |
| 신현   | 慎縣   | 푸양시 잉상현 북 강구진(江口鎭)    | 과거 초읍(楚邑)이 있었다.                          |
| 원록현 | 原鹿縣 | 푸양시 푸난현 남                   |                                                    |
| 고시현 | 固始縣 | 푸양시 린취안현                    |                                                    |
| 주양현 | 鮦陽縣 | 푸양시 린취안현 서                 |                                                    |
| 신채현 | 新蔡縣 | 주마뎬시 신차이현                  |                                                    |
| 송후상 | 宋候相 | 푸양시 타이허현 예구진(倪邱鎭)일대 |                                                    |
| 포신현 | 褒信縣 | 주마뎬시 신차이현 남               |                                                    |

## 동진, 유송
328년(동진 성제 함화 2년), 동진에 의해 여음군이 허페이일대로 교치되었다. 비수 대전이후 북조가 혼란스러워진 틈을 타 환온이 일시적으로 수복했다가 후진에게 상실했고, 이 후진이 무너진 틈을 타 유유가 북진하여 옛 여음군의 땅을 수복했다. 이에 따라 회남지방에 교치된 여음군은 남여음군(南汝陰郡)이 되었고 회북지역의 옛 여음군은 그대로 여음군으로 명명되어 각각 남예주, 예주에 소속되었다. 유송대에는 각각 5현 2,701호 19,585명, 4현 2,749호 14,335명을 거느렸다.
| 현명   | 한자   | 소속     | 대략적 위치                         | 직위   | 비고                                                                     |
| ------ | ------ | -------- | ----------------------------------- | ------ | ------------------------------------------------------------------------ |
| 여음현 | 汝陰縣 | 남여음군 | 허페이시 루양구 허페이고성          | 령(令) | 328년 지금의 위치로 교치되었다.                                          |
| 신현   | 慎縣   | 남여음군 | 허페이시 페이둥현 북동              | 령(令) |                                                                          |
| 송현   | 宋縣   | 남여음군 | 미상                                | 령(令) |                                                                          |
| 양하현 | 陽夏縣 | 남여음군 | 미상                                | 령(令) |                                                                          |
| 안양현 | 安陽縣 | 남여음군 | 미상                                | 령(令) |                                                                          |
| 여음현 | 汝陰縣 | 여음군   | 푸양시                              | 령(令) |                                                                          |
| 송현   | 宋縣   | 여음군   | 푸양시 타이허현 예구진(倪邱鎭)일대? | 령(令) |                                                                          |
| 송성현 | 宋城縣 | 여음군   | 미상                                | 령(令) |                                                                          |
| 누번현 | 樓煩縣 | 여음군   | 미상                                | 령(令) | 안문군의 속현이름이다. 안문군의 주민들이 이지역에 정착하면서 교치되었다. |

## 수
개황초기 여음군, 진류군, 하채군, 영천군이 통폐합되어 영주(潁州)가 설치되었다가 수 양제시기 군현제가 재실시되면서 영주가 여음군으로 바뀌었다. 5현 65,926호를 거느렸다.
| 현명   | 한자   | 대략적 위치        | 비고 |
| ------ | ------ | ------------------ | --- |
| 여음현 | 汝陰縣 | 푸양시             | 582년(수 문제 개황 2년), 허페이 시로 교치된 여음현이 폐지되었다. |
| 영양현 | 潁陽縣 | 푸양시 타이허현    | 양나라 때 진류현(陳留縣)이라 불렸고 진나라 때 진류군이 진주(陳州)로 승격되었다. 동위에 의해 진주가 폐지되고 개황초 진류군이 영주(潁州)로 통폐합되었다. 598년(수 문제 개황 18년), 지금의 이름으로 개명되었다. 또한 북제시기 정현(鄭縣)이 통폐합되었다. |
| 청구현 | 淸丘縣 | 푸양시 잉상현 서북 | 양나라 때 영천군 허창현(許昌縣)이었다가 개황초기 영주에 통폐합되었다. 598년 지금의 이름으로 개명되었다. |
| 영상현 | 潁上縣 | 푸양시 잉상현      | 양나라 때 하채군(下蔡郡)이 설치되었다가 북제 때 폐지되었다. 대업초기 지금의 이름으로 개명되었다. |
| 하채현 | 下蔡縣 | 화이난시 펑타이현  | 양나라 때 변군(汴郡)이 설치되었다가 북제 때 폐지되었다. 또한 양나라 때 설치된 회양군이 북제시기 영천군으로 개명되었고 개황초기 영주에 통폐합되었다.                                                                                                   |

## 당
621년(당 고조 무덕 4년), 왕세충을 격파하면서 당나라에 편입되었고 여음현 서북 10리에 신주를 설치, 여음, 청구, 영안, 고당, 영동의 6개현을 통치했다. 623년(당 고조 무덕 6년), 수 문제 시절 이름인 영주로 개명되었고 여음현으로 치소를 옮겼다. 그리고 고당, 영락, 영안의 3개현이 폐지되었다. 627년(당 태종 정관 원년), 청구현이 통폐합되었다. 634년(당 고조 정관 8년), 와주(渦州)가 폐지되면서 하채현이 본주에 내속되었다. 742년(당 현종 천보 원년), 일시적으로 군현제가 실시되면서 영주가 여음군으로 바뀌었으나, 758년(당 숙종 건원 원년) 다시 주현제가 실시되면서 다시 영주가 되었다. 822년(당 목종 장경 2년), 활정절도사(滑鄭節度使)의 속주가 되었다. 본래 3현 2,905호 14,185명을 거느렸으나 천보연간에 4현 30,707호 202,890명을 거느렸다.
| 현명   | 한자   | 대략적 위치                      | 비고                                                                                         |
| ------ | ------ | -------------------------------- | -------------------------------------------------------------------------------------------- |
| 여음현 | 汝陰縣 | 푸양시                           | 주의 치소가 있었다.                                                                          |
| 영상현 | 潁上縣 | 푸양시 잉상현 동팽장(東彭庄)일대 | 621년, 폐지된 정현에 있던 현을 지금의 위치로 옮겼다.                                         |
| 하채현 | 下蔡縣 | 화이난시 펑타이현                | 621년 와주가 설치되면서 와주의 속현이 되었지만 와주가 폐지되면서 본주의 속현으로 내속되었다. |
| 침구현 | 沈丘縣 | 푸양시 린취안현 북 성관진일대    | 수나라까지 침구현(寢丘縣)이라 불렸으나 706년(당 중종 신룡 2년), 지금의 이름으로 개명되었다.  |

1. ↑  《진서》14권 지 제4 지리지 上 예주 여음군
2. ↑  《송서》36권 지 제26 주군지 2 예주 여음군
3. ↑  《송서》36권 지 제26 주군지 2 남예주 남여음군
4. ↑  《수서》권30 지 제 25 지리 中 예주 여음군
5. ↑  《구당서》권38 지 제 38 지리 1 하남도 영주